# Trachymene stephensonii
Trachymene stephensonii är en flockblommig växtart som beskrevs av Porphir Kiril Nicolai Stepanowitsch Turczaninow. Trachymene stephensonii ingår i släktet Trachymene och familjen flockblommiga växter. Inga underarter finns listade i Catalogue of Life.